# Gazelle (bière)
Pour les articles homonymes, voir Gazelle (homonymie).

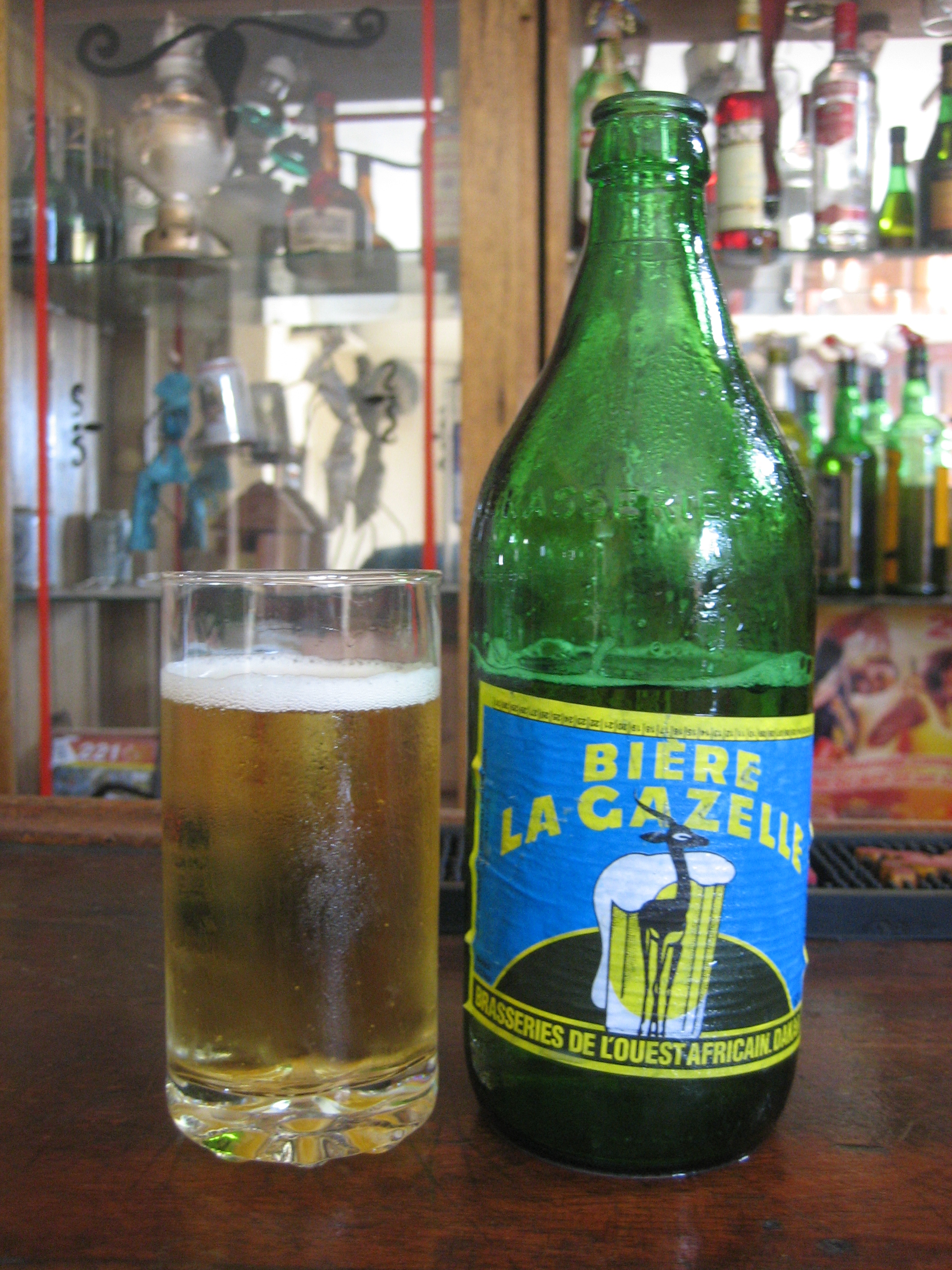
L'une des bières les plus populaires du pays

La Gazelle est une bière originaire du Sénégal. 
Il s'agit d'une bière blonde légère de type lager, titrant à 4,2° Vol. Elle est appréciée pour son prix de vente, sensiblement plus bas que les autres bières du marché Sénégalais.
Brassée à Dakar par la SOBOA, la Gazelle existe en bouteilles de 63, 50 ou 33cl.

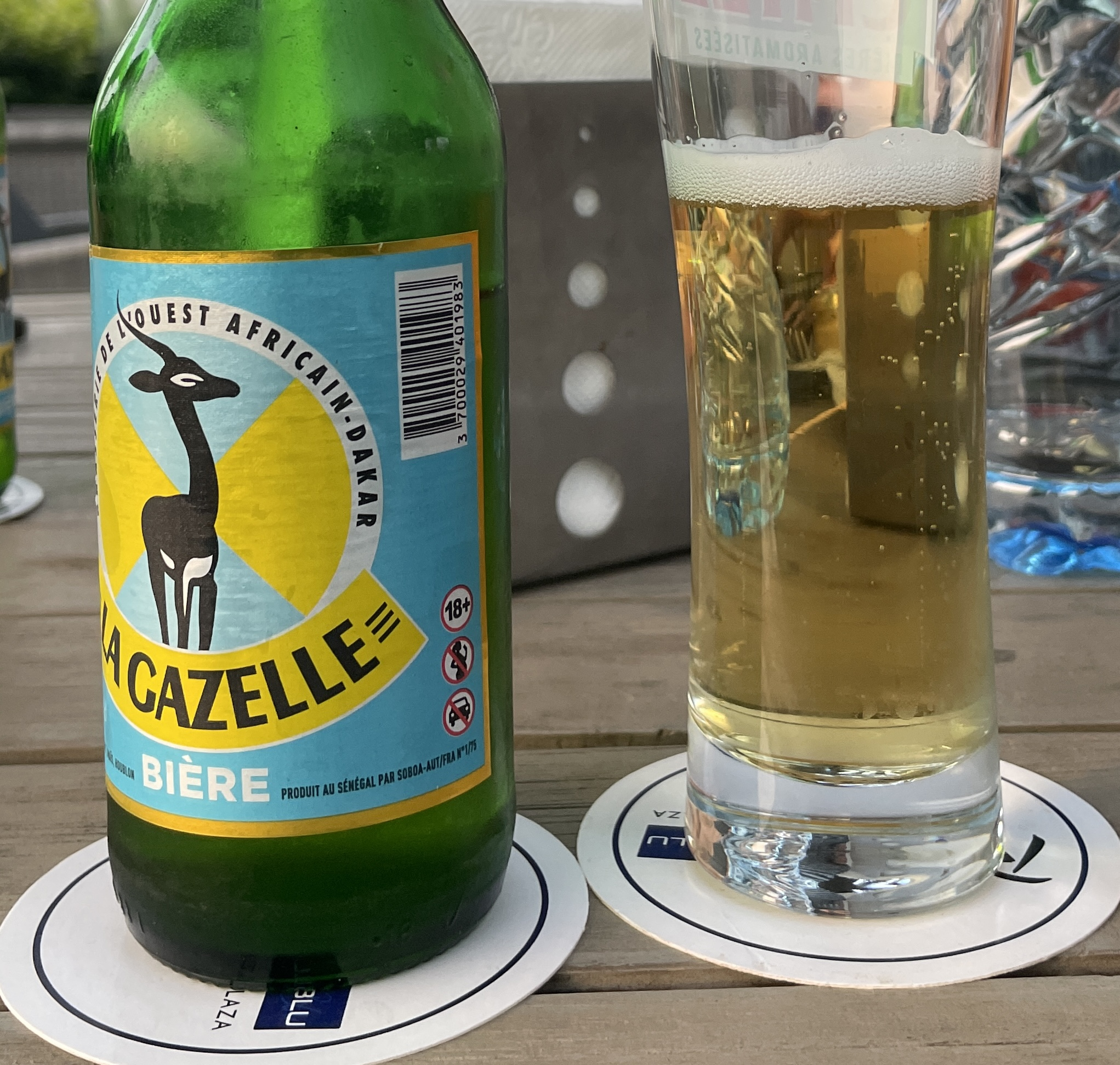
Bouteille de 33cl